# Evergestis comstocki
Evergestis comstocki là một loài bướm đêm trong họ Crambidae.